# Сентервілл (округ Манітовок, Вісконсин)
Сентервілл (англ. Centerville) — місто (англ. town) в США, в окрузі Манітовок штату Вісконсин. Населення — 631 особа (2020).

## Демографія
Згідно з переписом 2010 року, у місті мешкало 645 осіб у 252 домогосподарствах у складі 179 родин. Було 283 помешкання
Расовий склад населення:
| - 98,3 % — білих - 0,5 % — корінних американців - 0,3 % — чорних або афроамериканців - 0,2 % — азіатів |

До двох чи більше рас належало 0,5 %. Частка іспаномовних становила 1,6 % від усіх жителів.
За віковим діапазоном населення розподілялося таким чином: 22,6 % — особи молодші 18 років, 62,4 % — особи у віці 18—64 років, 15,0 % — особи у віці 65 років та старші. Медіана віку мешканця становила 44,4 року. На 100 осіб жіночої статі у місті припадало 121,6 чоловіків;  на 100 жінок у віці від 18 років та старших — 116,0 чоловіків також старших 18 років.
Середній дохід на одне домашнє господарство  становив 77 313 долари США (медіана — 72 898), а середній дохід на одну сім'ю — 90 348 доларів (медіана — 84 063). Медіана доходів становила 52 083 долари для чоловіків та 38 750 доларів для жінок. За межею бідності перебувало 10,6 % осіб, у тому числі 15,0 % дітей у віці до 18 років та 9,2 % осіб у віці 65 років та старших.
Цивільне працевлаштоване населення становило 337 осіб. Основні галузі зайнятості: освіта, охорона здоров'я та соціальна допомога — 22,0 %, виробництво — 20,5 %, сільське господарство, лісництво, риболовля — 16,6 %.